# Юстас Ласіцкас
Юстас Ласіцкас (лит. Justas Lasickas; нар. 6 жовтня 1997, Вільнюс) — литовський футболіст, півзахисник хорватської «Рієки» і національної збірної Литви.

## Клубна кар'єра
У дорослому футболі дебютував 2014 року виступами за команду клубу «Жальгіріс», в якій провів три сезони, взявши участь у 25 матчах чемпіонату. За цей час став триразовим чемпіоном Литви, триразовим володарем Кубка Литви і дворазовим володарем Суперкубка Литви. 
2017 року перебрався до Сербії, де на умовах оренди грав за «Земун», де був основним гравцем команди.
До складу польського клубу «Ягеллонія» приєднався 2018 року. У червні 2019 року повернувся до Сербії, цього разу до клубу «Вождовац».
У травні 2022 року Юстас перейшов до клубу «Олімпія» (Любляна).

## Виступи за збірні
2013 року дебютував у складі юнацької збірної Литви, взяв участь у 7 іграх на юнацькому рівні.
Протягом 2016–2018 років залучався до складу молодіжної збірної Литви. На молодіжному рівні зіграв у 14 офіційних матчах, забив 1 гол.
2018 року дебютував в офіційних матчах у складі національної збірної Литви.

## Титули і досягнення
- Чемпіон Литви (3):

«Жальгіріс»: 2014, 2015, 2016
- Володар Кубка Литви (3):

«Жальгіріс»: 2014-2015, 2015-2016, 2016
- Володар Суперкубка Литви (2):

«Жальгіріс»: 2016, 2017
- Чемпіон Словенії (2):

«Олімпія»: 2022-2023, 2024-2025
- Володар Кубка Словенії (1):

«Олімпія»: 2022-2023